# Claremont Landscape Garden

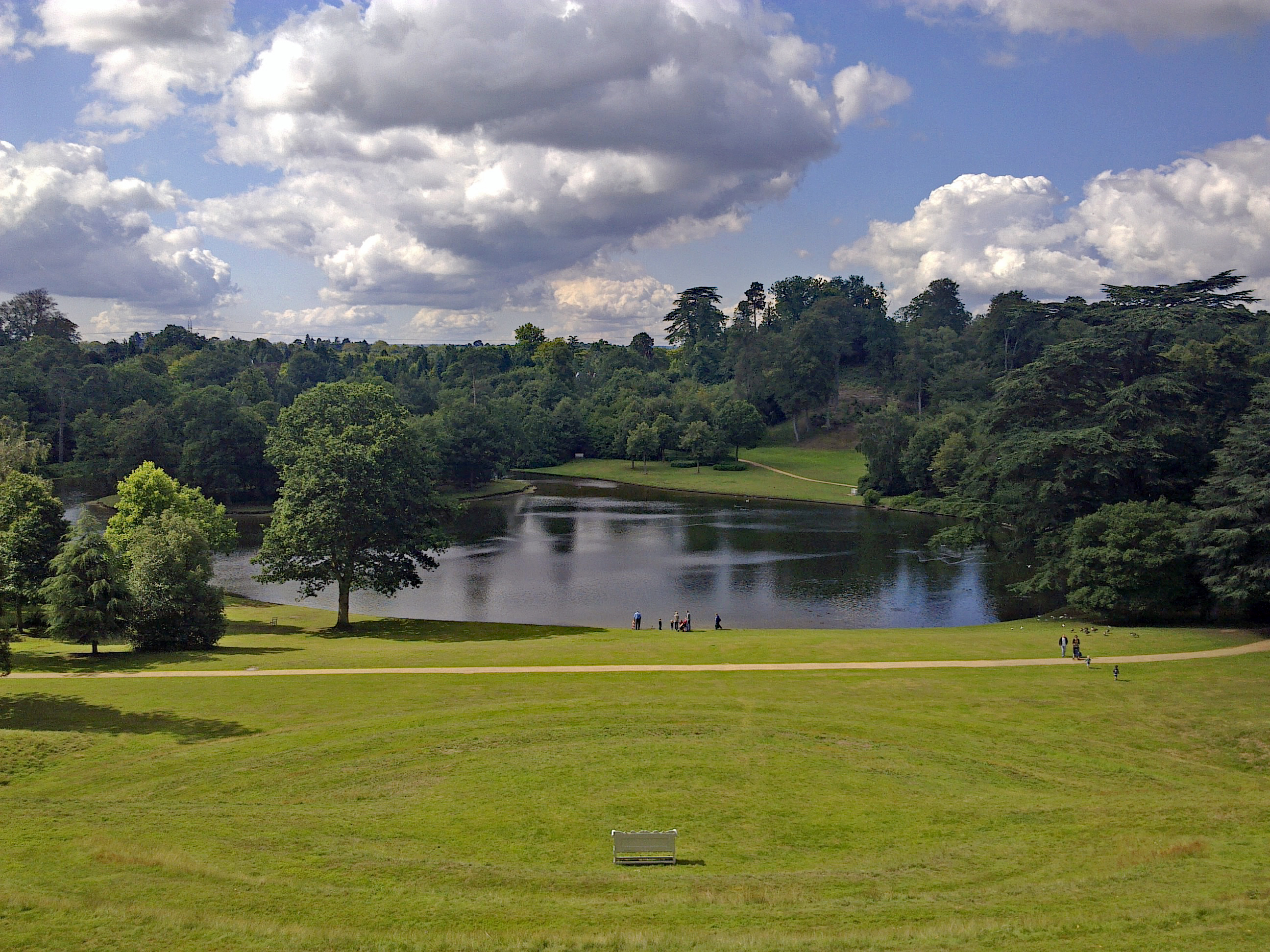
Claremontské jezero.

Claremont Landscape Garden, která se nachází poblíž Esher, v Surrey, v Anglii, je jedním z nejstarších dochovaných příkladů zahrad upravených podle zásad sadovnické tvorby ve stylu anglického parku. Stále si zachovala svůj původní vzhled, jaký měla v 18. století.

## Historie
Původně byla vytvořena pro Claremont House. Představuje práci některých z nejlépe známých zahradních architektů, jako je Charles Bridgeman, Lancelot 'Capability' Brown, William Kent a John Vanbrugh.

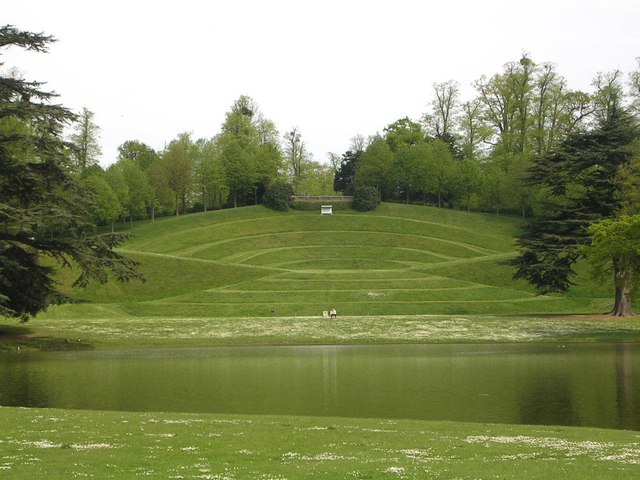
Amfiteátr.

Práce na zahradě probíhaly v letech 1715 až 1727. Zahrada byla popsána jako "noblesnější než jakákoliv jiná v Evropě". V úpravě s výhledem na jezero je neobvyklý rašelinný amfiteátr, který slouží hlavní části každoroční akce s názvem The Claremont Fête Champetre. Stovky návštěvníků navštěvují Claremont, nejvíce z nich v kostýmu (každý rok na jiné téma), aby si užily čtyři dny hudby, divadla a ohňostrojů.

## Správcovství
V areálu je také Belvedere Tower, navržená Johnem Vanbrughem pro vévodu z Newcastlu. Věž je neobvyklá v tom směru, že to, co se jeví jako okna, jsou vlastně cihly natřené černou a bílou barvou. Nyní je ve vlastnictví Claremont Fan Court School, která se nachází vedle zahrad.
V roce 1949 byla krajina zahrada dotovaná společností National Trust na péči a ochranu. Program obnovy byl zahájen v roce 1975 v návaznosti na významné dary od Slater Foundation.

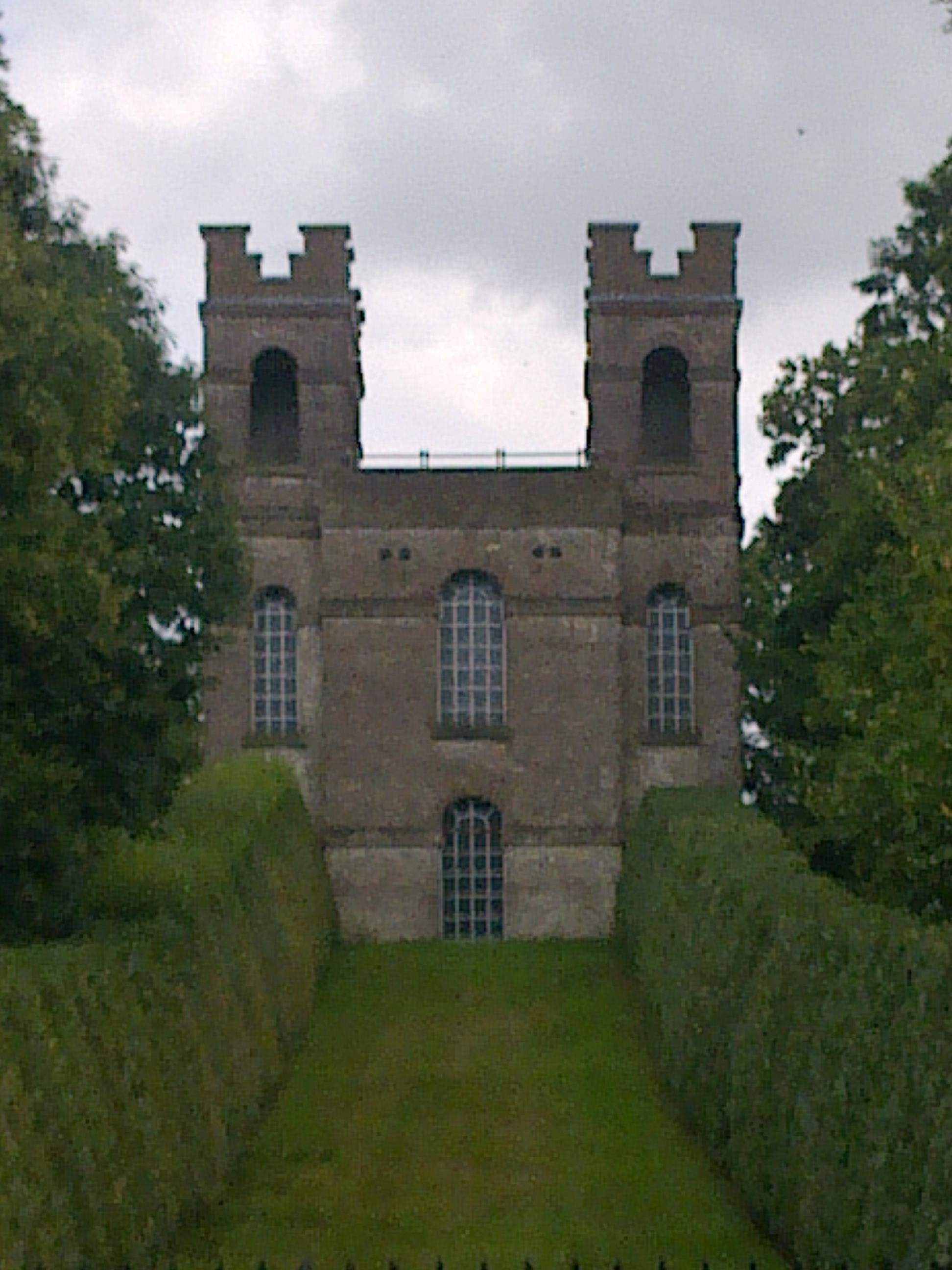
Belvedere Tower

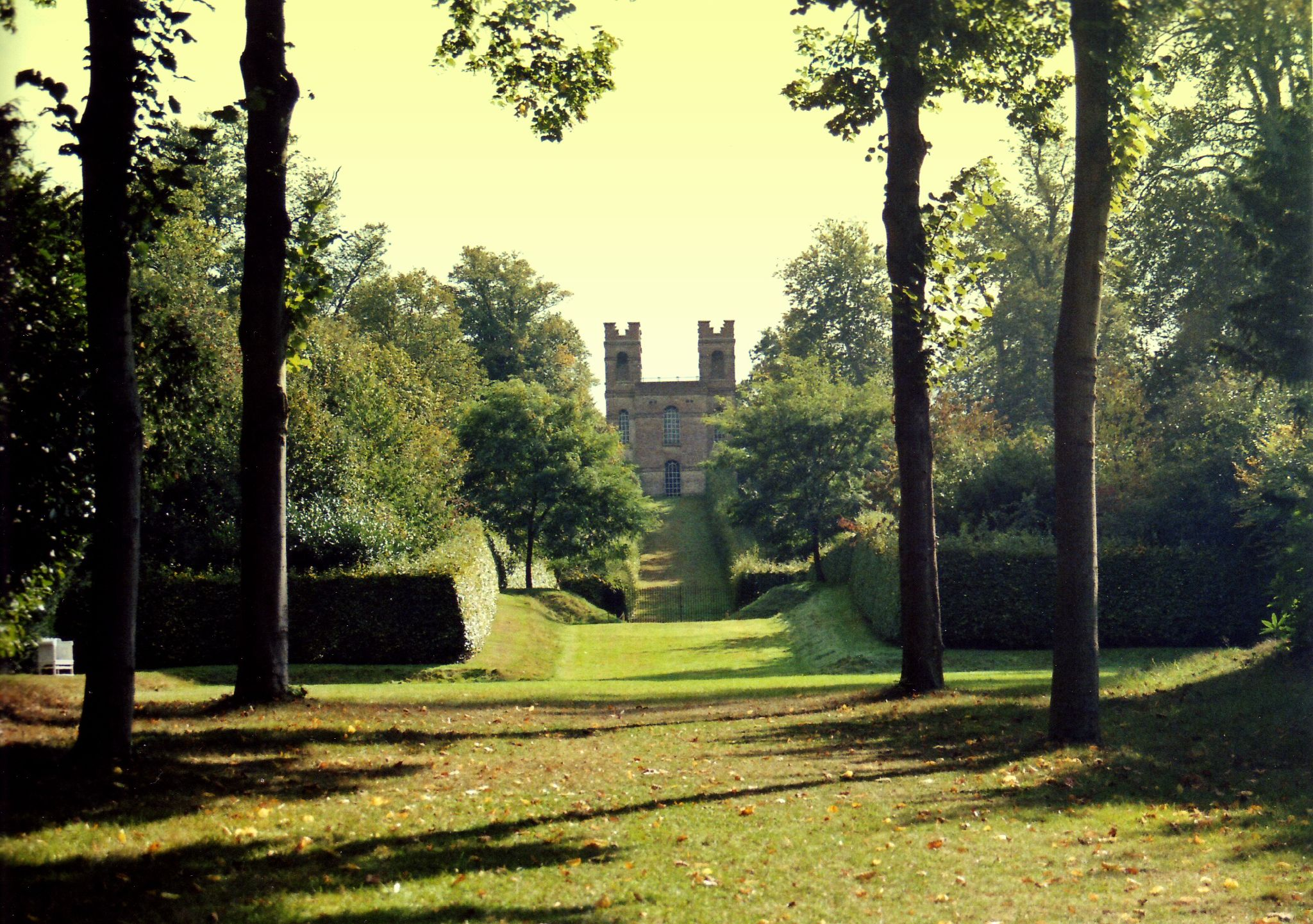
Pohled z dálky na Belvedere Tower.
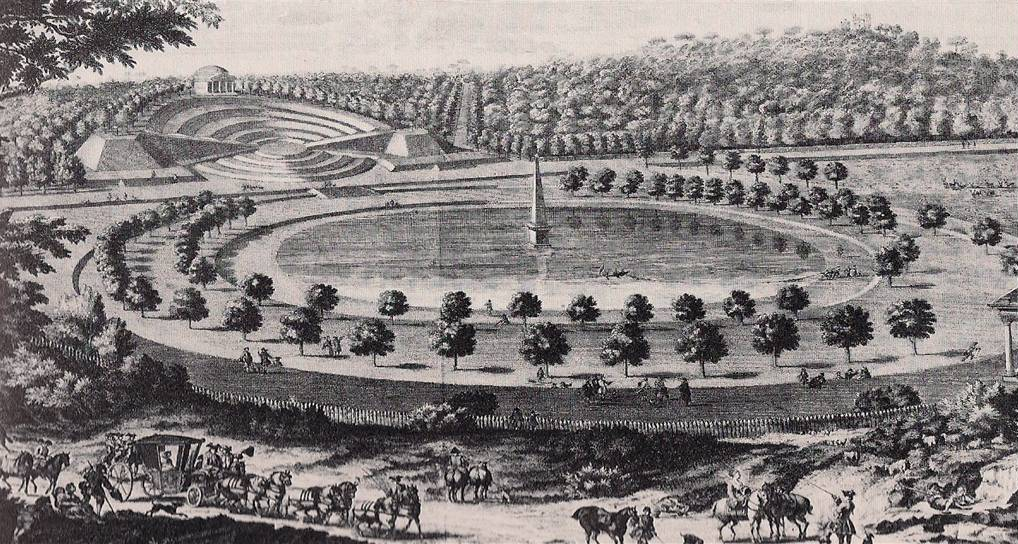
Amfiteátr v Claremont s jezerem na historické kresbě.